# HD 83886
HD 83886，又名BD+55 1345，SAO 27359、HR 3855，是一颗恒星，视星等为6.47，位于銀經161.12，銀緯46.36，其B1900.0坐标为赤經9h 36m 12s，赤緯+54° 46.36′ 13″。